# Nea Filadelfia
Nea Filadelfia (gr. Νέα Φιλαδέλφεια, czyli Nowa Filadelfia) – miasto w Grecji, w administracji zdecentralizowanej Attyka, w regionie Attyka, w jednostce regionalnej Ateny-Sektor Centralny. Siedziba gminy Filadelfia-Chalkidona. Zlokalizowana w granicach aglomeracji ateńskiej (Wielkich Aten). W 2011 r. liczyło 25 734 mieszkańców.
Nowa Filadelfia została starannie zaprojektowana w latach 20. XX wieku, w konwencji miasta-ogrodu, opartego na centralnym placu i gwiaździstym układzie ulic, z przecznicami, jako obwodnicami centrum i z jednolitymi akcentami budynków. Cechy te w znaczniej mierze zachowała do dziś.
Do początków XX wieku miejscowość miała charakter rolniczo-sadowniczy. Następnie osiedlali się tu greccy imigranci, głównie z okręgu Konstantynopola (obecnie Stambuł w Turcji). W 1924 r. rozpoczęto budowę nowej sieci ulic, a już w 1926 r. wybudowano zaplecze i stadion piłkarski dla AEK Ateny. Siedziby mają tutaj również klub sportowy Ionikos i młodzieżowy „Attalos”.
Od 1947 r. zaczęło powstawać osiedle skromnych, szeregowych, bliźniaczych domów jednorodzinnych, w otoczeniu ogrodowej zieleni. Od połowy lat 50. i przez lata 60. wznoszono, również otoczone zielenią, osiedle dwupiętrowych bloków robotniczej spółdzielni mieszkaniowej – późniejszego wykonawcy Wioski Olimpijskiej. 3,5 tysiąca domów uległo znacznym uszkodzeniom wskutek trzęsienia ziemi 1999 r. Szkody naprawiono, modernizując dzielnicę i dodając jej estetyki, z wykorzystaniem funduszy unijnych.
Przez Nową Filadelfię przebiega główna grecka autostrada Ethniki Odos, u granic dzielnicy krzyżując się z regionalną autostradą Attiki Odos. Komunikacja publiczna z aglomeracją wykorzystuje szybką kolej miejską „ilektrikos”, dwie linie trolejbusowe i kilka autobusowych. Transport publiczny zapewnia klimatyzację, a autobusy wyposażono w silniki zasilane w przyjazne środowisku paliwo LPG. Nowa Filadelfia, choć zaliczana do dzielnic tanich, wyróżnia się w zespole Aten niską gęstością zaludnienia, dużą ilością zieleni przy ulicach i dużym parkiem. Urządzono go na przebudowanych, byłych terenach królewskich, drzewostan nawadniany jest podziemnie, nad stacją pomp głębinowych wybudowano sztuczne jezioro, z aranżowanym otoczeniem, o nazwie „Podwórko Nieba”, małą wyspą, imitacją wiatraka, 28 dyszami podświetlonych fontann. W sąsiedztwie parku mieszczą się obiekty oświatowe, odkryte i kryte tereny sportowe, kluby fitness, miejsca zabaw dzieci, dzielnicowy dom kultury i panhelleński instytut-fundacja („Idrima”) diaspory.

## Demografia
| Rok  | Populacja | Zmiana       | Gęstość    |
| ---- | --------- | ------------ | ---------- |
| 1981 | 25 320    | –            | 8884,2/km² |
| 1991 | 25 261    | –59/–0,23%   | 8863,5/km² |
| 2001 | 24 112    | –1149/–4,55% | 8460,4/km² |

## Ciekawostki
- W Nea Filadelfia w 1924 r. został założony klub sportowy AEK Ateny[potrzebny przypis].
- W latach 1885–1957, z miejscowościami Attyki, po Lawrio, łączyła Nową Filadelfię linia kolejowa Lavrio – Agioi Anargiroi, biegnąca obecnymi ulicami Lavriou, gdzie fragmenty toru zachowano w obecnym deptaku i Nikolaou Plastira, skomunikowana z kilkoma innymi liniami, w tym z główną trasą przewozu pasażerów, ówcześnie trakcją parową, obecnie ateńskiego metra, „zieloną” linią nr 1 „Ilektrikos”. Wybudowana przez przedsiębiorstwa Koleje Attyckie, Αττικοί Σιδηρόδρομοι (1885–1926), jednak przeżyła je o 31 lat. W 1926 r. przewiozła 239 740 pasażerów[2][3].

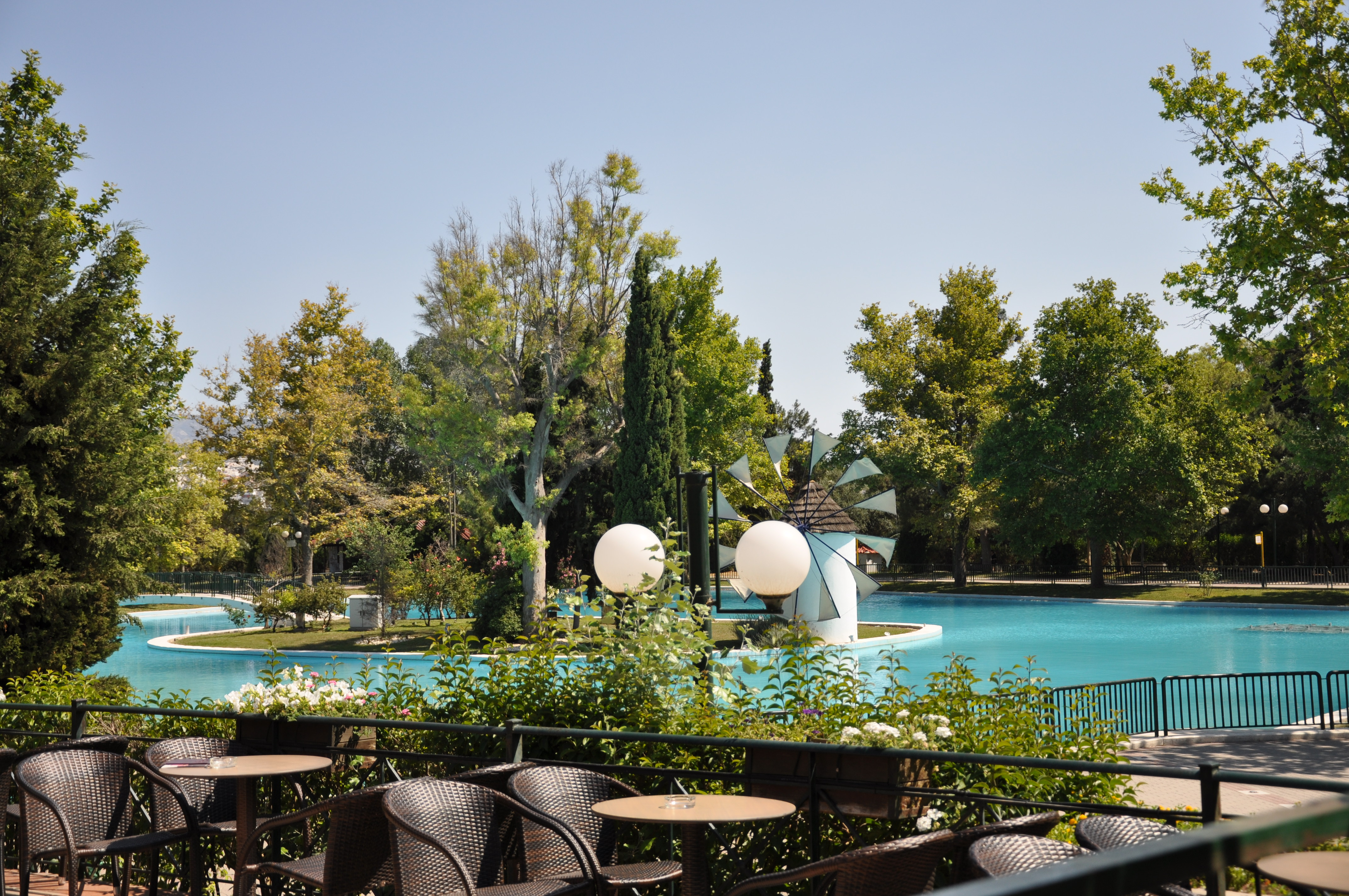
Sztuczne jezioro w parku miejskim Nowej Filadelfii, rok budowy: 2001 (niegdyś był to zamknięty teren królewski)
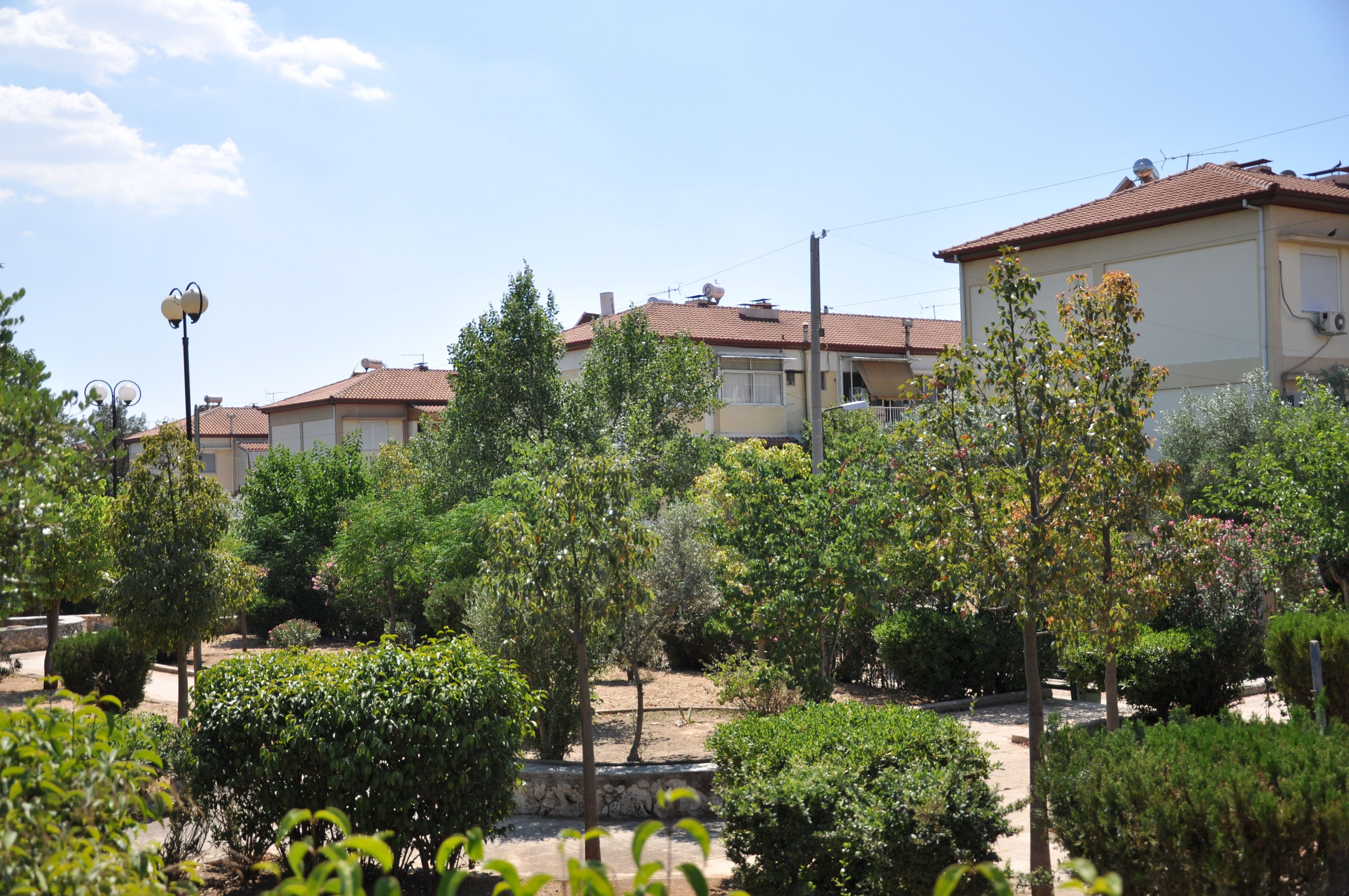
Osiedla robotnicze – spółdzielczość, lata 60., tanie budownictwo
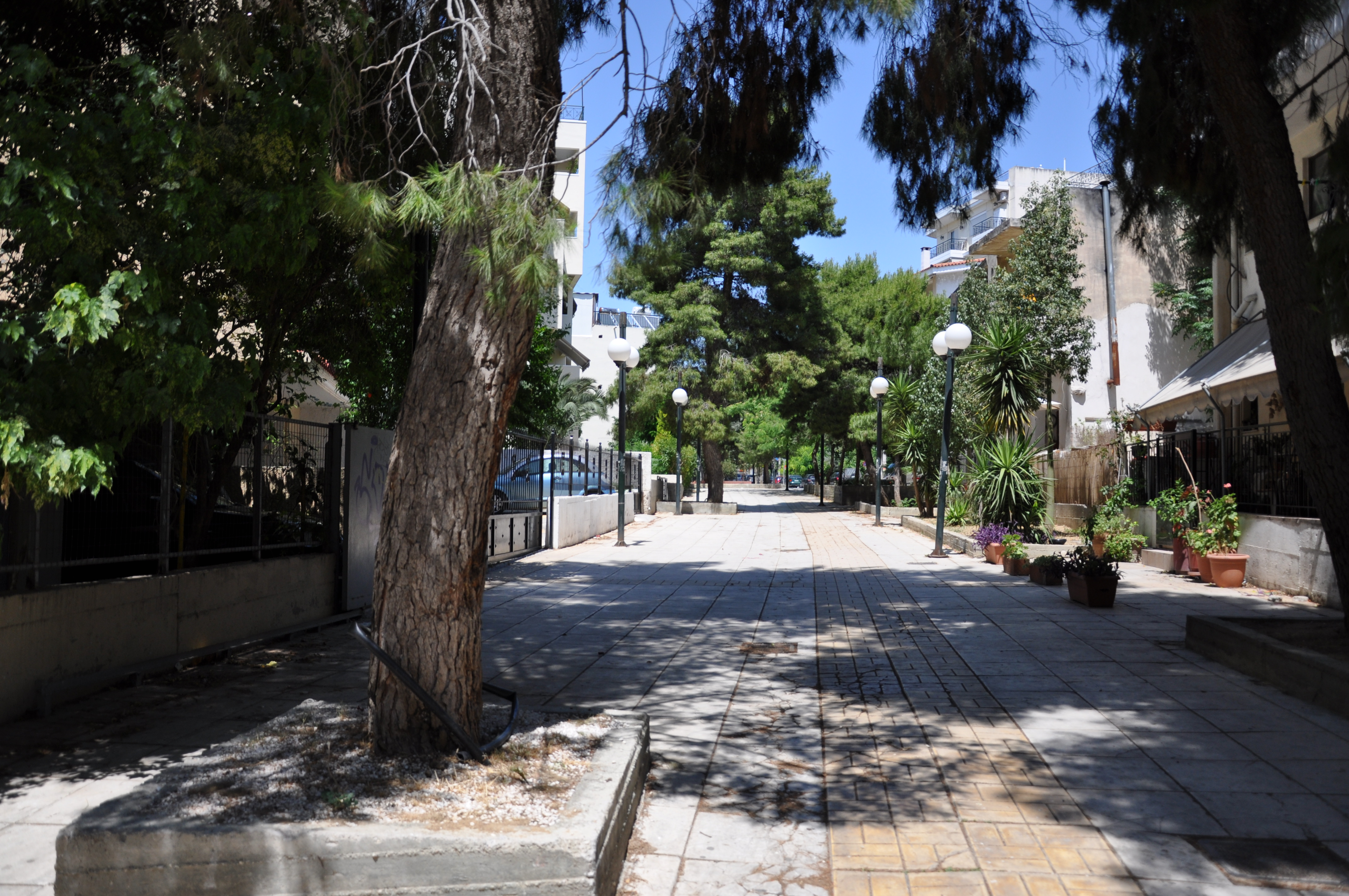
Budownictwo indywidualne, lokalne sąsiedztwa